# Mały Płock (gromada)
Mały Płock – dawna gromada, czyli najmniejsza jednostka podziału terytorialnego Polskiej Rzeczypospolitej Ludowej w latach 1954–1972.
Gromady, z gromadzkimi radami narodowymi (GRN) jako organami władzy najniższego stopnia na wsi, funkcjonowały od reformy reorganizującej administrację wiejską przeprowadzonej jesienią 1954 do momentu ich zniesienia z dniem 1 stycznia 1973, tym samym wypierając organizację gminną w latach 1954–1972.
Gromadę Mały Płock z siedzibą GRN w Małym Płocku utworzono – jako jedną z 8759 gromad – w powiecie kolneńskim w woj. białostockim, na mocy uchwały nr 17/V WRN w Białymstoku z dnia 4 października 1954. W skład jednostki weszły obszary dotychczasowych gromad Mały Płock I, Mały Płock II, Budy Kozłówka, Budy Żelazne i Wygrane ze zniesionej gminy Mały Płock w tymże powiecie. Dla gromady ustalono 12 członków gromadzkiej rady narodowej.
31 grudnia 1959 do gromady Mały Płock przyłączono obszar zniesionej gromady Korzeniste.
1 stycznia 1972 do gromady Mały Płock przyłączono wsie Cwaliny Duże, Cwaliny Małe, Kąty, Mściwuje, Ruda-Skroda i Rudka-Skroda ze zniesionej gromady Kąty oraz wieś Józefowo ze zniesionej gromady Poryte Włościańskie.
Gromada przetrwała do końca 1972 roku, czyli do kolejnej reformy gminnej. Z dniem 1 stycznia 1973 roku reaktywowano gminę Mały Płock.